# George Coyne

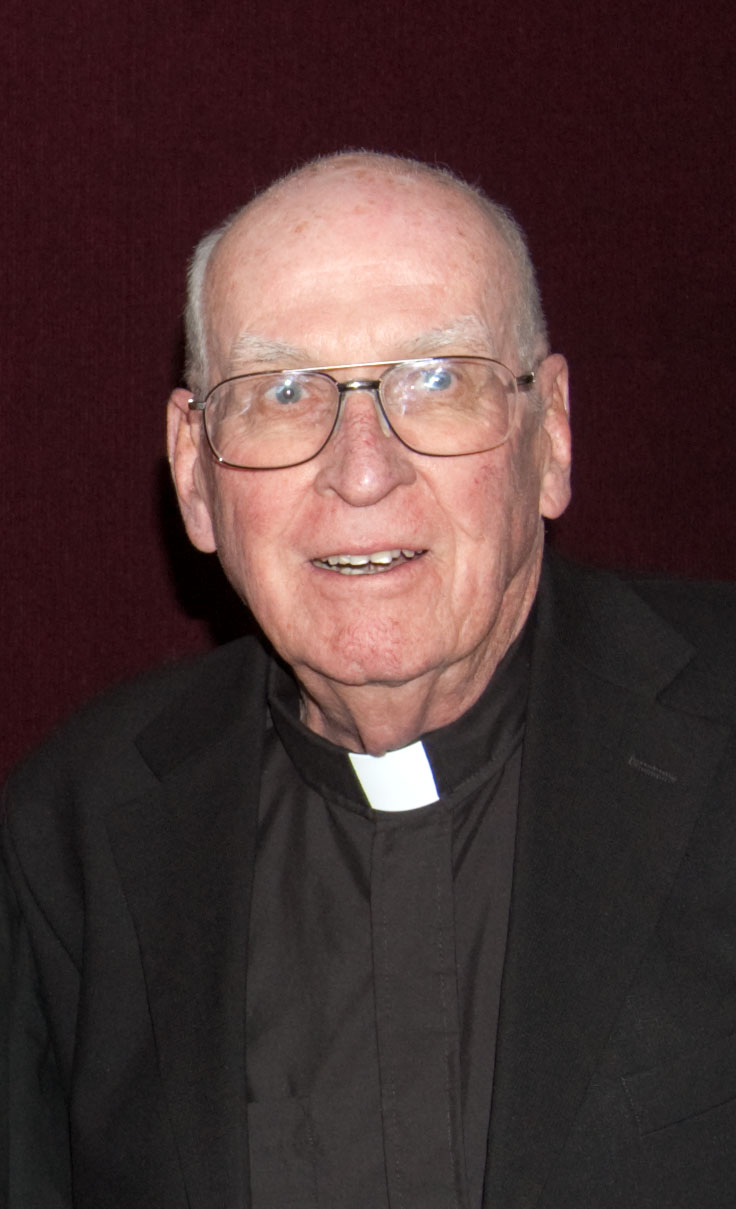
George Coyne (2011)

George V. Coyne  SJ (* 19. Januar 1933 in Baltimore; † 11. Februar 2020 in Syracuse, New York) war ein US-amerikanischer Jesuit und Astronom. Lange Jahre war er Direktor der Vatikanischen Sternwarte.

## Leben
Mit 18 Jahren trat George Coyne in den Orden der Jesuiten ein. Im Alter von 25 Jahren schloss er sein Studium an der Fordham University in New York City mit dem Bachelor in Mathematik und dem Lizentiat der Philosophie ab. 1962 promovierte er mit einer Arbeit über Spektroskopie der Mondoberfläche an der Georgetown University. Anschließend studierte er am Woodstock College in Maryland Katholische Theologie, schloss das Studium mit dem Lizentiat 1965 ab und empfing 1965 die Priesterweihe. Währenddessen arbeitete er als Astronom an der Harvard University, der University of Scranton und der University of Arizona, wo er ab 1966 Professor am Lunar and Planetary Laboratory (UA LPL) wurde.
Im Jahr 1978 wurde Coyne Direktor der Vatikanischen Sternwarte, blieb aber weiterhin halbjährig der University of Arizona als Professor der Astronomie erhalten. Im August 2006 gab er seine Direktorstelle im Vatikan an José Gabriel Funes ab. Ab 2012 übernahm er den McDevitt Distinguished Chair für Religionsphilosophie am Le Moyne College in Syracuse, NY, wo er bereits 2009 mit einem Ehrendoktorat gewürdigt worden war. Zuletzt hatte er den McDevitt Distinguished Chair in Physik inne und unterrichtete an der Fakultät für Physik die Einführungskurse in Astronomie und Kosmologie und an der Fakultät für Religionswissenschaften einen Kurs über Wissenschaft und Religion im modernen Amerika.
Er starb im Februar 2020 an den Folgen einer Krebserkrankung.

## Wirken
Seine Forschungsinteressen reichten von der Untersuchung der Mondoberfläche, die den NASA Ranger- und Apollo-Programmen vorausging, bis zur Geburt von Sternen. Coyne hatte eine spezielle Technik auf Basis der Polarimetrie entwickelt, die sich als ideales Werkzeug in der astronomischen Forschung herausstellte. Mit dieser Technik hatte er verschiedene Objekte untersucht, darunter das Interstellare Medium, Sterne mit ausgedehnten Atmosphären und Seyfertgalaxien, eine Gruppe von Spiralgalaxien mit sehr kleinen und ungewöhnlich hellen sternförmigen Zentren. Er forschte auch zu kataklysmischen veränderlichen Doppelsternsystemen und protoplanetaren Scheiben über junge Sterne. Er hat mehr als 100 Artikel in rezensierten wissenschaftlichen Fachzeitschriften veröffentlicht und war Autor und Herausgeber mehrerer Bücher.
Parallel zu seiner astronomischen Forschungstätigkeit hat er sich akademisch mit Themen der Geschichte und Philosophie der Wissenschaft beschäftigt und an der Beziehung zwischen Wissenschaft und Religion gearbeitet. So begründete er die Reihe von Studien über Kontroversen zu Galileo Galilei mit dem Titel „Studi Galileiani“. Er leitete die Sektion für Erkenntnistheorie und Wissenschaft der Galileo-Kommission, die 1981 von Papst Johannes Paul II. eingesetzt wurde. Er hielt zahlreiche Vorträge über die Ergebnisse dieser Kommission. Er war einer der Hauptorganisatoren einer Reihe von Konferenzen zum Thema „Wissenschaftliche Perspektiven auf göttliches Handeln“. Diese Konferenzen, die über einen Zeitraum von zwanzig Jahren abgehalten wurden, führten zur Veröffentlichung von sechs Bänden, in denen versucht wurde, das Wirken Gottes im Universum aus verschiedenen Bereichen der Naturwissenschaften heraus zu verstehen, darunter zur Quantenkosmologie, Chaosforschung und Komplexität, Evolutions- und Molekularbiologie, Neurowissenschaften und zur Quantenmechanik.
George Coyne war Mitglied der International Astronomical Union, der American Astronomical Society, der Astronomical Society of the Pacific, der American Physical Society und der Optical Society of America.

## Ehrungen und Auszeichnungen
- 2000 – Namensnennung des Asteroiden (14429) Coyne[3]
- 2008 – „Mendel Medal“ der Villanova University, Philadelphia, USA
- 2010 – George-Van-Biesbroeck-Preis der American Astronomical Society (AAS) für seine 1986 mit Geldern des Vatikans finanzierte Sommerakademie für junge Sternenforscher in der vatikanischen Sternwarte „Specola“ in Castel Gandolfo[4]

Ehrendoktorate:
- 1980 – Ehrendoktorat St.-Peter-Universität, Jersey City, New Jersey, USA
- 1994 – Ehrendoktorat Loyola University Chicago, Chicago, USA
- 1995 – Ehrendoktorat Universität Padua, Padua, Italien
- 1997 – Ehrendoktorat Päpstliche Theologische Akademie/Jagiellonen-Universität, Krakau, Polen
- 2005 – Ehrendoktorat Marquette University, Milwaukee, Wisconsin, USA
- 2007 – Ehrendoktorat Boston College, Boston, Massachusetts, USA
- 2009 – Ehrendoktorat Le Moyne College in Syracuse, New York, USA
- 2009 – Ehrendoktorat College of the Holy Cross, Worcester, Massachusetts, USA
- 2010 – Ehrendoktorat Santa Clara University, Santa Clara, Kalifornien, USA
- 2014 – Ehrendoktorat Colgate University, Hamilton, New York, USA
- 2016 – Ehrendoktorat INAOE (National Institute of Astrophysics, Optics and Electronics), Tonantzintla, Puebla, Mexiko